# Emmanuel de Grouchy
Emmanuel Grouchy de Robertot, al doilea marchiz de Grouchy (n. 23 octombrie 1766 - d. 29 mai 1847), membru al unei familii nobile normande vechi de aproape 1000 de ani, a fost un general și mareșal francez. 
S-a remarcat în timpul războaielor revoluției, datorită abilităților sale la comanda unităților de dragoni și a servit apoi Primul Imperiu Francez, fiindu-i acordate comenzi ale unor unități de cavalerie combinată. Mareșalul a participat din această postură la majoritatea bătăliilor importante ale războaielor napoleoniene. În 1815, la reîntoarcerea Împăratului, Grouchy este unul dintre primii comandanți care îi jură credință și dispune arestarea fiului contelui de Artois, ducele de Angoulême. Loialitatea sa îi va aduce lui Grouchy bastonul de Mareșal, ultimul Mareșal al Primului Imperiu. Aflat pentru prima oară în postura de a comanda o armată, în timpul Campaniei de la Waterloo, Mareșalul are o prestație neconvingătoare. 